# 聖佩德羅縣 (米西奧內斯省)

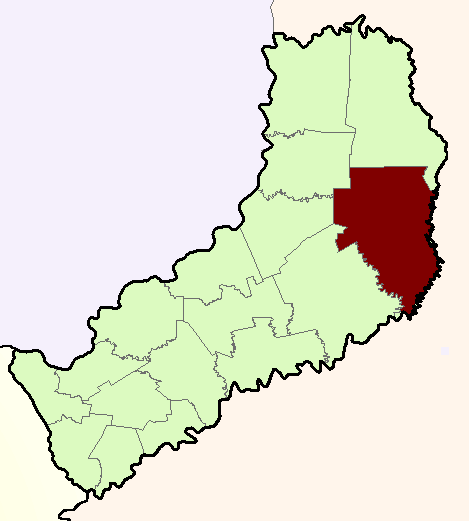

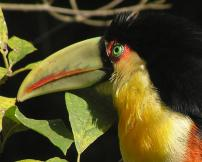

26°38′S 54°07′W / 26.633°S 54.117°W
聖佩德羅縣（西班牙語：Departamento San Pedro），是阿根廷的縣份，位於該國東北部米西奧內斯省，首府設於聖佩德羅，面積3,407平方公里，2010年人口31,051，人口密度每平方公里9.11人。